# Eric Douglas
Eric Douglas, est un acteur et humoriste de stand-up américain né le 21 juin 1958 à Los Angeles et mort le 6 juillet 2004 à New York,.

## Biographie

### Jeunesse & famille
Quatrième enfant de Kirk Douglas, le deuxième avec sa seconde épouse Anne Buydens, il naît le 21 juin 1958 à Los Angeles, en Californie. Il obtient une licence au Claremont College et étudie également à l'UCLA. Il suit une formation de théâtre à la Royal Academy of Dramatic Art et à la London Academy of Music and Dramatic Art. Il a été acteur, sans jamais atteindre la renommée mondiale de son père et de son demi-frère Michael Douglas.

### Carrière
Il a joué des rôles mineurs dans des séries B comme Golden Child - L'Enfant sacré du Tibet (1986) (aux côtés d'Eddie Murphy) et Delta Force 3 (1991). 
En 1991, Douglas est inculpé  de coups et blessures sur un policier de Beverly Hills, suite à une altercation devant le bureau de son avocat. Douglas est condamné à cinq jours de prison et deux ans de probation. Luttant durant des années contre sa dépendance à l'alcool et à la drogue, il passe un mois en prison en 1996 pour avoir perturbé le déroulement d'un vol commercial et plaide coupable d'un chef d'accusation de possession de cocaïne en 1997.
Au début des années 1990, Douglas s'est lancé dans une carrière d'humoriste. Il se produisait dans des comedy clubs new-yorkais, exploitant principalement le thème de son statut de mouton noir de la dynastie Douglas.
Douglas est entré dans le folklore comique britannique lorsque, lors d'un spectacle au Comedy Store de Londres, il s'est indigné de la réaction du public face à son numéro. Douglas a lancé : « Vous ne pouvez pas me faire ça, je suis le fils de Kirk Douglas ! » Un spectateur s'est alors levé et a crié : « Non, je suis le fils de Kirk Douglas », en référence à la scène emblématique « Je suis Spartacus » du film de 1960 avec Kirk Douglas. La majorité du public s'est alors levée et a répété la réplique.
En 1999, il passe quatre jours dans le coma suite à un arrêt cardiaque apparemment provoqué par un médicament sur ordonnance, ce qui altére définitivement sa parole et sa démarche. Il poursuivit ensuite son médecin en justice, l'accusant de lui avoir prescrit des centaines de comprimés de tranquillisants dans les semaines précédant l'overdose.

### Mort
Il est mort d'une overdose le 6 juillet 2004, à l'âge de 46 ans.